# Claudia Koster
Claudia Koster, née le 22 mars 1992 à Wormerveer, est une coureuse cycliste néerlandaise. Elle court sur route, sur piste et en VTT.

## Biographie
Aux championnats du monde sur piste juniors (moins de 19 ans) à Montichiari, elle décroche la médaille de bronze de la poursuite par équipes (avec Laura van der Kamp et Kelly Markus).
En 2017, elle est médaillée d'argent du championnat d'Europe de beachrace. La même année, aux mondiaux sur route à Bergen (Norvège), elle termine cinquième du contre-la-montre par équipes avec la Team Veloconcept. En 2019, elle se classe deuxième du sprint massif lors de la première étape du BeNe Ladies Tour derrière Christina Siggaard et devant Letizia Paternoster.

## Palmarès sur route
- 2016
  - Omloop van Alkmaar
- 2017
  - 5e du championnat du monde du contre-la-montre par équipes

## Palmarès sur piste

### Championnats du monde juniors
- Montichiari 2010 (juniors)
  -  Médaillée de bronze de la poursuite par équipes juniors (avec Laura van der Kamp et Kelly Markus)

## Palmarès en VTT

### Championnats d'Europe
- Scheveningen 2017
  -  Médaillée d'argent de la beachrace